# Zottegem

Zottegems vapen

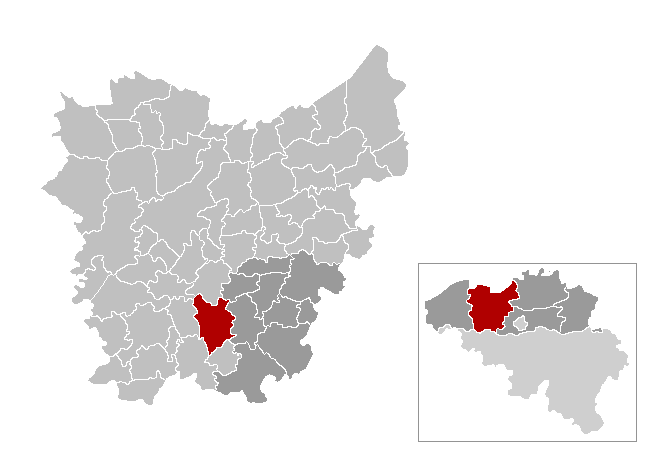
Zottegems läge inom provinsen Östflandern

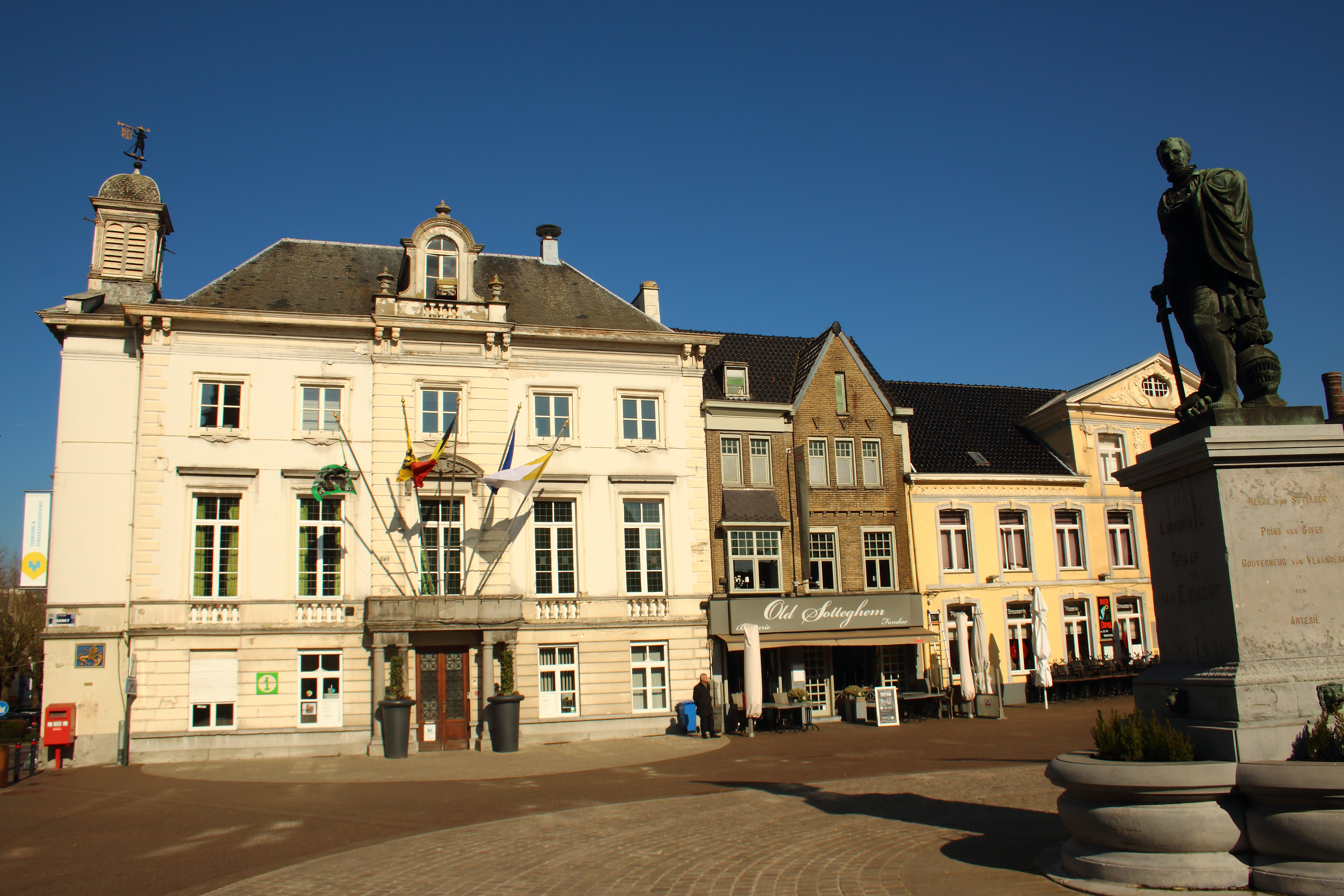
Torget

Zottegem är en kommun i provinsen Östflandern i regionen Flandern i Belgien. Zottegem hade 24 660 invånare per 1 januari 2008.